# Ginnifer Goodwin
Ginnifer Goodwin, född Jennifer Michelle Goodwin 22 maj 1978 i Memphis i Tennessee i USA, är en amerikansk skådespelare. Hon är känd från filmer som Mona Lisas leende och Walk the Line. Hon spelar också rollen som Margene Heffman i HBO-serien Big Love om en polygamistfamilj i Utah och Snövit i TV-serien Once Upon a Time. Och hon har huvudrollen som kärlekskranka Gigi i Dumpa honom! från 2009.
Hon är vegetarian. Hon började stava sitt namn Ginnifer när hon blev känd för att särskilja sig från många andra Jennifer i branschen och för att markera det mer korrekta uttalet från sin amerikanska sydstatsdialekt.

## Filmografi (urval)
- 2001 – I lagens namn, avsnitt Myth of Fingerprints (gästroll i TV-serie)
- 2001–2003 – Ed (TV-serie)
- 2002 – Porn 'n Chicken (TV-film)
- 2003 – Mona Lisas leende
- 2004 – Win a Date with Tad Hamilton!
- 2005 – Walk the Line
- 2005–2007 – Robot Chicken (TV-serie) (röst)
- 2006 – Love Comes to the Executioner
- 2006–2011 – Big Love (TV-serie)
- 2007 – In the Land of Women
- 2007 – Nollpunkten
- 2008 – Birds of America
- 2009 – Dumpa honom!
- 2011 – Something Borrowed
- 2011–2018 – Once Upon a Time (TV-serie)
- 2016 – Zootropolis (röst)
- 2019 – The Twilight Zone (TV-serie)
- 2019 – Why Women Kill (TV-serie)
- 2023 – Det var en gång en filmstudio (röst)